# Gyroskopický zaměřovač

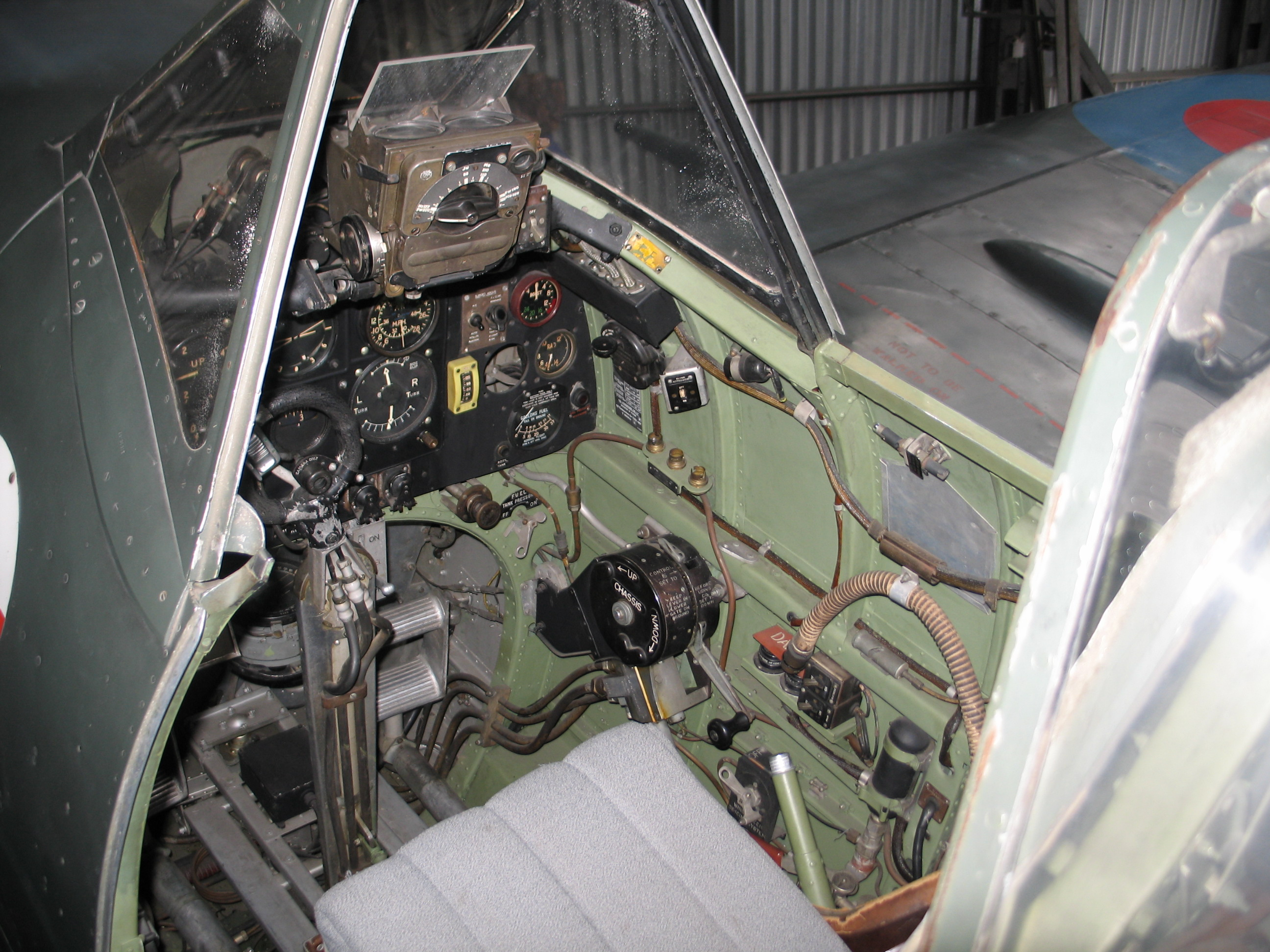
Gyroskopický zaměřovač v letounu Spitfire

Gyroskopický zaměřovač je zařízení používané v letectví v bojových letadlech k snadnějšímu zaměření cíle. Gyroskopický zaměřovač samočinně opravuje zamíření pro střelbu na pohybující letící cíl (posunutím záměrného obrazce, který je zespod promítán na skloněné polopropustné zrcadlo). Na zaměřovači se předem nastavilo rozpětí křídla letounu protivníka a když nepřátelské letadlo vyplnilo nastavenou plochu, byl pilot v optimální vzdálenosti pro zahájení palby.
Oprava byla určována podle úhlové rychlosti pohybu (k tomuto se používalo gyroskopu) a dopředné rychlosti letadla. Později byl gyroskopický zaměřovač nahrazen průhledovým HUD displejem.